# نات (وحدة)

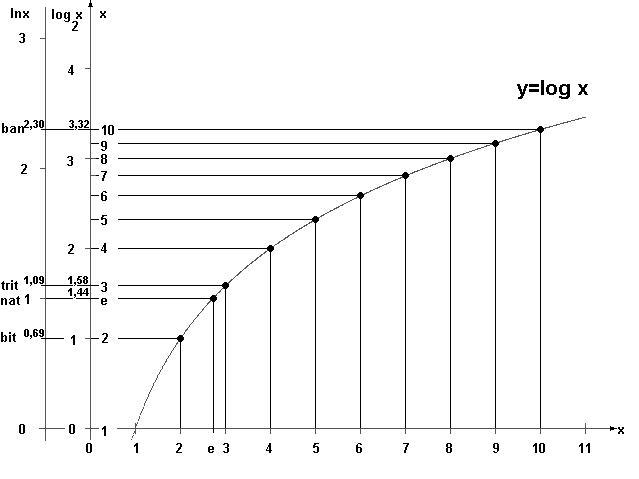
وحدات المعلومات.

نات (الرمز: نات)، وتدعى أحياناً ايضاً «نيت» أو«نيبيت» هي الوحدة الطبيعية للمعلومات، استناداً إلى اللوغاريتم الطبيعي وقوى الأساس e(عربي: هـ‍)، بدلاً من قوى 2 ولوغاريتم الأساس 2 (اللوغارتيم الثنائي)، التي تُعرّف الشانون. تُعرف هذه الوحدة أيضاً برمز وحدتها، أي «نات». والواحد نات هو محتوى المعلومات لحدث ما، عندما تكون احتمالية وقوع هذا الحدث مساوية 1 / e.
واحد نات يساوي (1لوغاريتم طبيعي 2 )شانون ≈ 1.44 شانون، أو على نحو مكافئ،(1ln 10 )هارتلي ≈ 0.434 هارت. 

## التاريخ
استخدم بولتون وكريس والاس المصطلح نيت بالتلازم مع (في سياق) الحد الأدنى لطول الرسالة، والذي غُير لاحقاً من قبل مؤيدي نموذج الحد الأدنى لطول الوصف إلى نات لتجنب الالتباس مع الوحدة المستخدمة كوحدة للاستضواء (يجب التفريق عن: الاستضاءة). استخدم آلان تورينج البان الطبيعي (هارتلي).

## الإنتروبيا
إنتروبيا شانون (إنتروبيا المعلومات) بكونها القيمة المتوقعة لمعلومات حدث ما هي كمية من نفس النوع وبنفس وحدات المعلومات. النظام الدولي للوحدات حين يخصص نفس الوحدات (جول لكل كلفن) لكل من السعة الحرارية والإنتروبيا الديناميكية الحرارية يتعامل ضمنياً مع إنتروبيا المعلومات ككمية ككمية من البعد الأول، حيث 1 نات=1.  تقيس الأنظمة الفيزيائية للوحدات الطبيعية التي تعاير ثابت بولتزمان إلى 1 الإنتروبيا الديناميكية الحرارية بشكل فعال بوحدات«نات».
وعندما تكتب إنتروبيا شانون باستخدام اللوغاريتم الطبيعي، {\displaystyle \mathrm {H} =-\sum _{i}p_{i}\ln p_{i}}فإنها تعطي ضمنياً رقماً يقاس بوحدات«نات».

## هوامش
1. ↑  نات1= 1

## قراءة إضافية
- Reza، Fazlollah M. (1994). An Introduction to Information Theory. New York: Dover. ISBN:0-486-68210-2.